# هینریش پال
هینریش پال (استونیایی: Heinrich Paal; ۲۶ ژوئن ۱۸۹۵ – ۲۰ سپتامبر ۱۹۴۲) بازیکن فوتبال اهل استونی بود.
وی همچنین در تیم ملی فوتبال استونی بازی کرده‌است.